# Чемпіонат України з американського футболу 1994
Чемпіонат України з американського футболу 1994
1994 року в чемпіонаті брали участь ті самі команди що й торік:
1. Харківські Атланти
2. Донецькі Скіфи
3. Київські Яструби
4. Харківські Атланти
5. Черкаські Барси

## Зведена турнірна таблиця
| Команда            | ХА         | СД  | ХК   | КЯ          | ЧБ          | ?? |
| ------------------ | ---------- | --- | ---- | ----------- | ----------- | -- |
| Харківські Атланти | ---        |     |      | 19:13 0:61  |             |    |
| Скіфи Донецьк      |            | --- |      |             |             |    |
| Харківські Козаки  |            |     | ---  | 0:12        |             |    |
| Київські Яструби   | 13:19 61:0 |     | 12:0 | ---         | 58:20 54:13 |    |
| Черкаські Барси    |            |     |      | 20:58 13:54 | ---         |    |